# Mémorial Daniele Tortoli
Le Mémorial Daniele Tortoli est une course cycliste disputée au mois de juin autour de Montalto (it), hameau de la commune de Pergine Valdarno (Toscane). Créée en 2014, cette épreuve rend hommage à l'ancien directeur sportif italien Daniele Tortoli, mort d'une maladie en 2013 à 58 ans,. 
La course fait partie du calendrier national de la Fédération cycliste italienne. Elle est ouverte aux cyclistes espoirs (moins de 23 ans) et élites. 

## Histoire
La première édition en 2014 est commune au championnat régional de Toscane.

## Palmarès
| Année | Vainqueur        | Deuxième              | Troisième           |
| ----- | ---------------- | --------------------- | ------------------- |
| 2014  | Stefano Verona   | Luca Cappelli         | Umberto Orsini      |
| 2015  | Enrico Salvador  | Davide Pacchiardo     | Marco Bernardinetti |
| 2016  | Massimo Rosa     | Aleksandr Riabushenko | Andrea Vendrame     |
| 2017  | Francesco Romano | Luke Mudgway          | Federico Burchio    |
| 2018  | Michel Piccot    | Paul Double           | Filippo Conca       |
| 2019  | Einer Rubio      | Gabriele Benedetti    | Nicolò Garibbo      |
| 2020  | pas de course    | pas de course         | pas de course       |
| 2021  | Matteo Conforti  | Davide Dapporto       | Filippo Magli       |
| 2022  | Jacopo Menegotto | Martin Nessler        | Andrea Colnaghi     |
| 2023  | Nicolò Garibbo   | Edoardo Sandri        | Andrea Colnaghi     |
| 2024  | Simone Raccani   | Cesare Chesini        | Francesco Parravano |
| 2025  | Tommaso Dati     | Christian Bagatin     | Edoardo Cipollini   |